# Mallomys gunung
Mallomys gunung  (Flannery, Aplin & Groves, 1989) è un Roditore della famiglia dei Muridae endemico della Nuova Guinea.

## Descrizione

### Dimensioni
Roditore di grandi dimensioni, con lunghezza della testa e del corpo tra 415 e 470 mm, la lunghezza della coda tra 355 e 368 mm, la lunghezza del piede tra 68,9 e 75 mm, la lunghezza delle orecchie tra 35 e 36,5 mm e un peso fino a 2 kg.

### Aspetto
La pelliccia è densa, cosparsa di peli nerastri lunghi fino a 70 mm. Il colore delle parti superiori e delle zampe anteriori è grigio scuro, più chiaro verso la coda e sul dorso delle zampe posteriori. Le parti ventrali sono giallastre. 
Le orecchie sono larghe, allungate, appuntite, nerastre e ricoperte finemente di peli scuri. Le mani e i piedi sono ricoperti di lunghi peli sia chiari che scuri. Le unghie sono insolitamente lunghe e gracili. Intorno agli occhi sono presenti degli anelli scuri, le vibrisse sono nere.
La coda è più corta della testa e del corpo ed è nerastra nel terzo basale, giallastra nei due-terzi terminali. Sono presenti 9 anelli di scaglie per centimetro, ognuna corredata di 3 peli. Le femmine hanno un paio di mammelle pettorali e 2 paia inguinali. Lo smalto degli incisivi è bianco.

## Biologia

### Comportamento
Vive in cunicoli al suolo tra ammassi rocciosi.

### Riproduzione
Si presume che si riproduca poco frequente.

## Distribuzione e habitat
Questa specie è endemica di due zone montagnose della parte occidentale della cordigliera centrale della Nuova Guinea.
Vive nelle praterie alpine oltre la linea dei boschi tra 3.500 e 4.500 metri di altitudine.

## Conservazione
La IUCN Red List, considerato l'areale ristretto a sole due località a quote elevate, la caccia e la minaccia al proprio habitat a causa del surriscaldamento terrestre, classifica M.gunung come specie in pericolo (EN).